# Taszkent

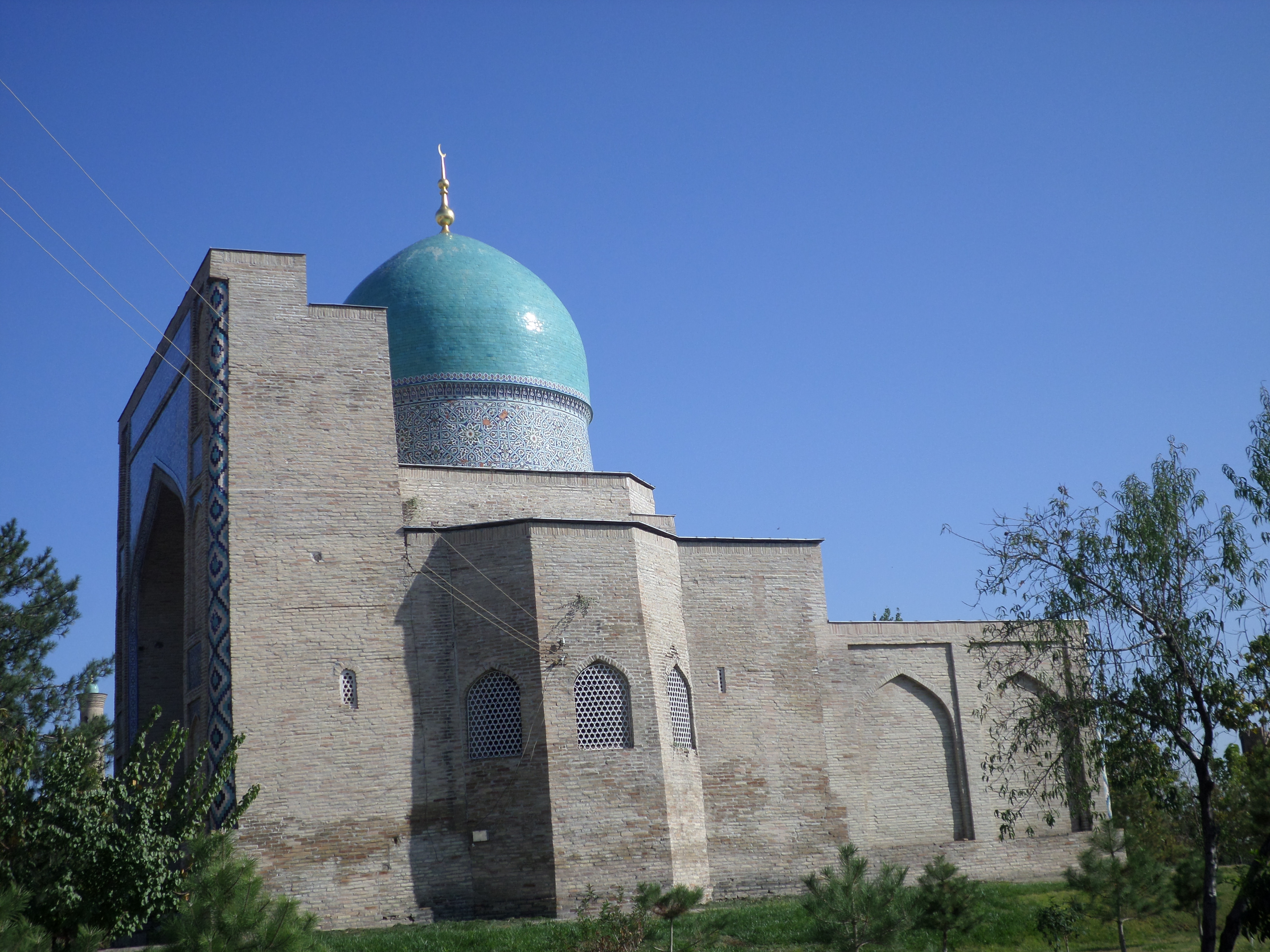
Mauzoleum jednego z patronów miasta, Abu Bakra Muhammada

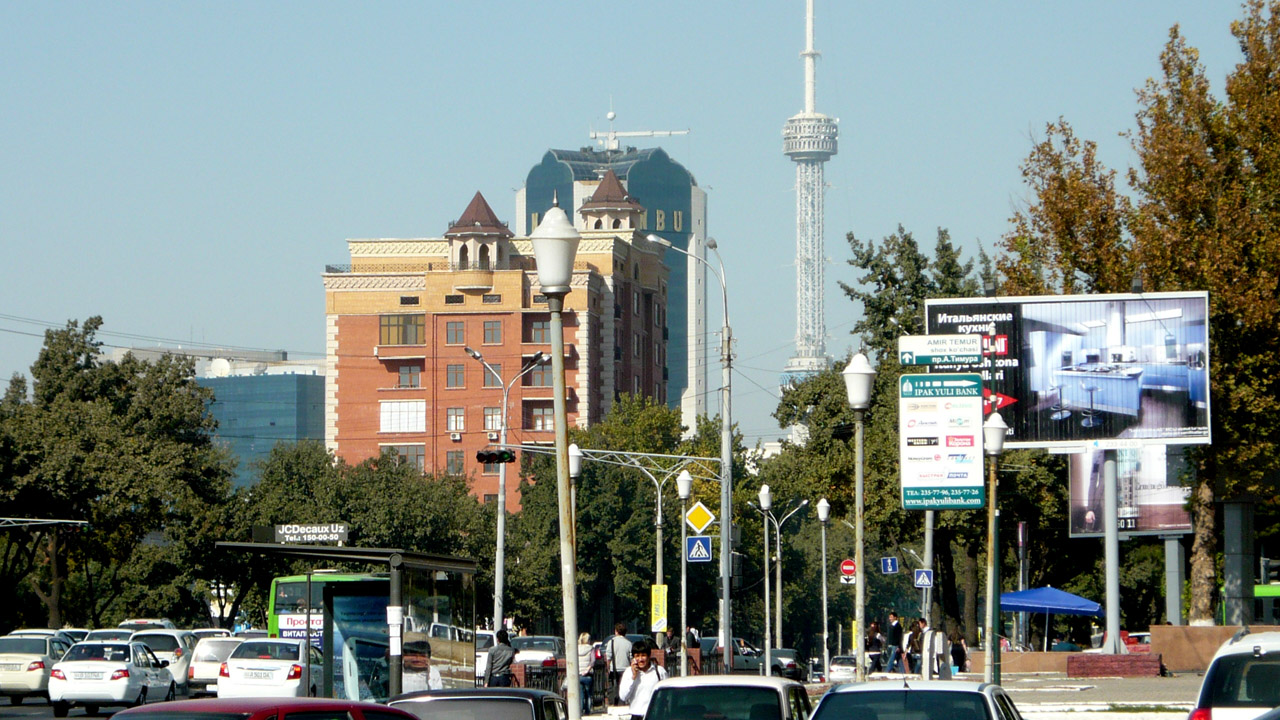
Centrum miasta

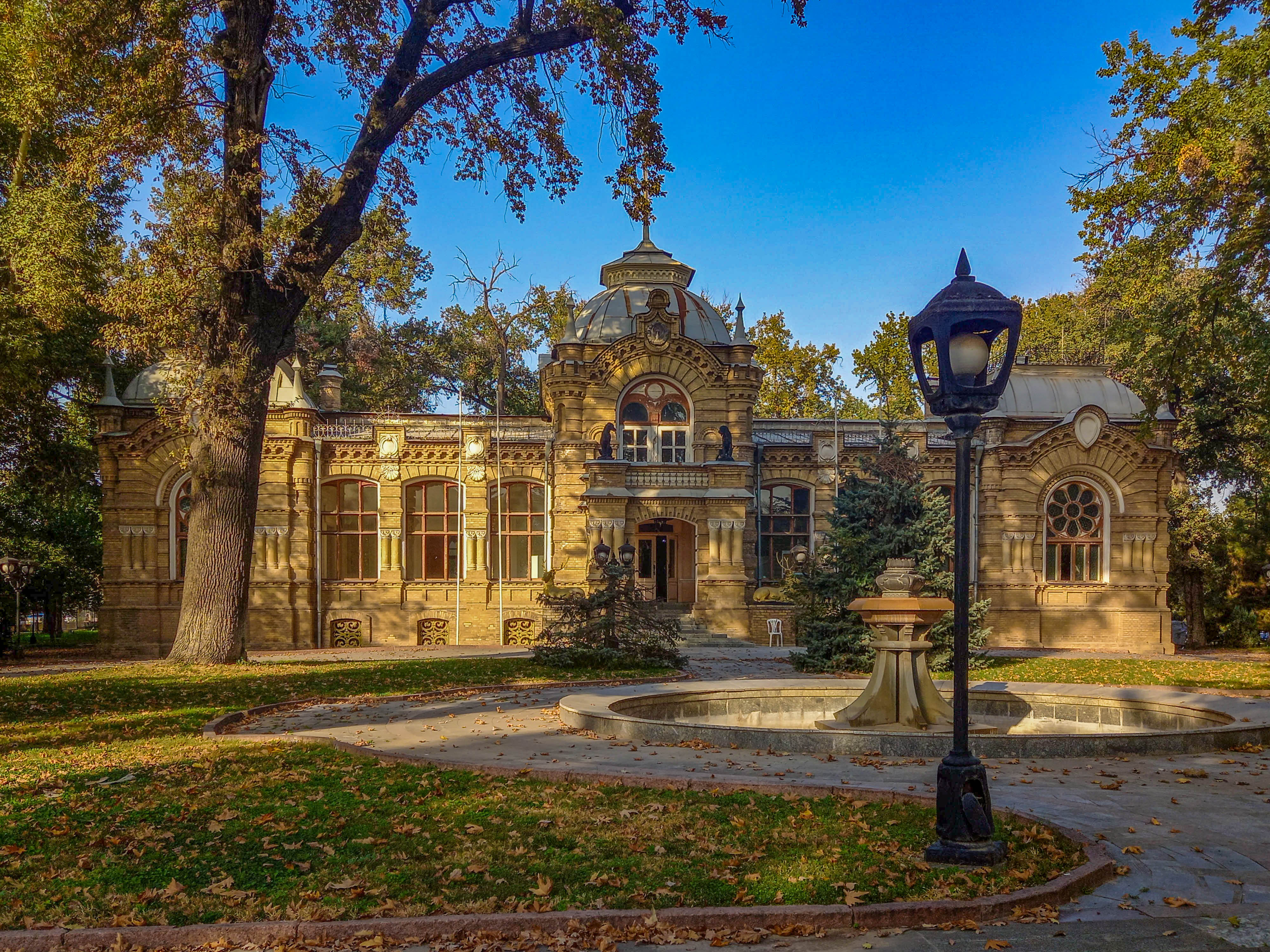
Pałac Mikołaja Romanowa

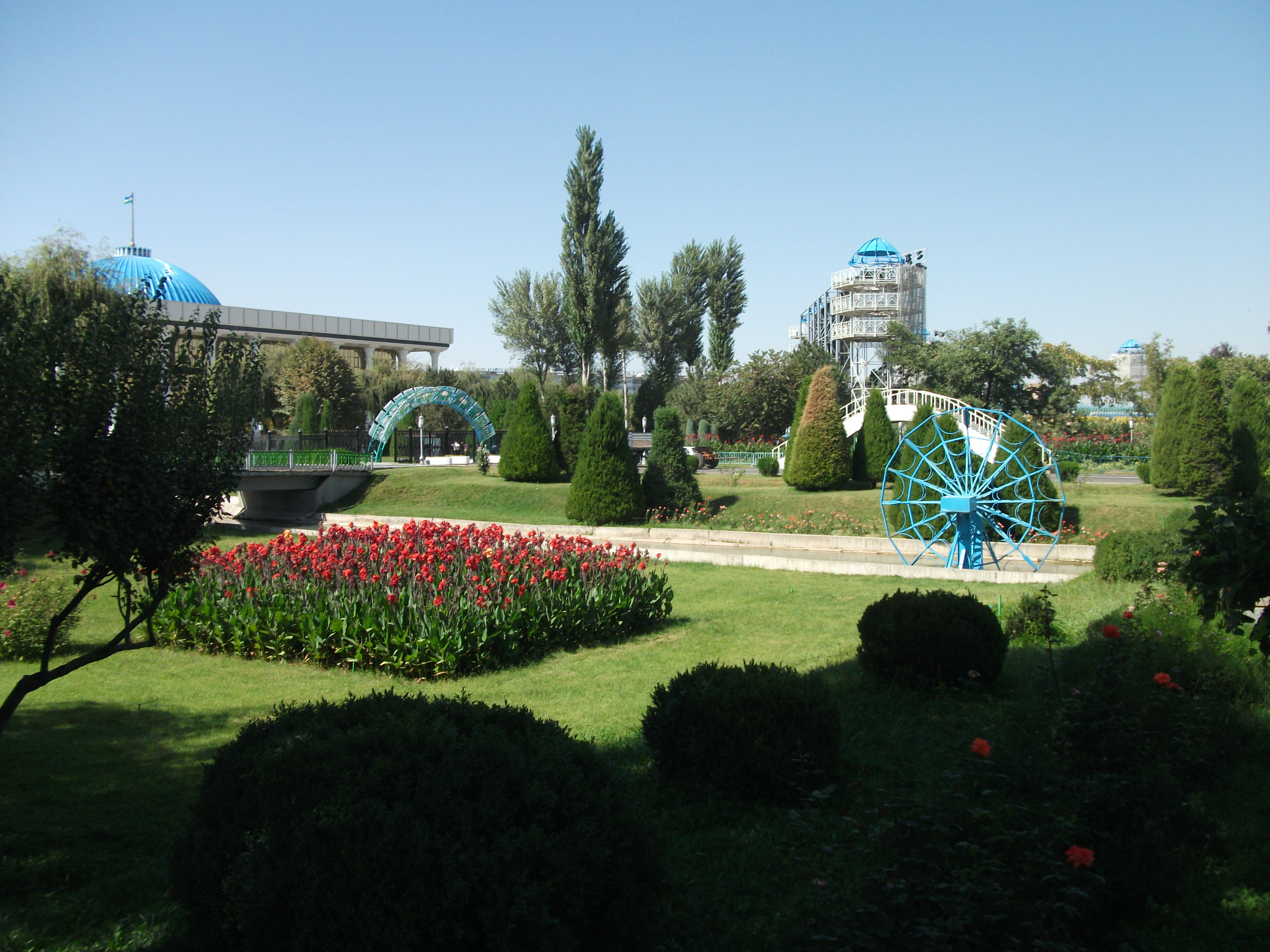
Park Narodowy w Taszkencie

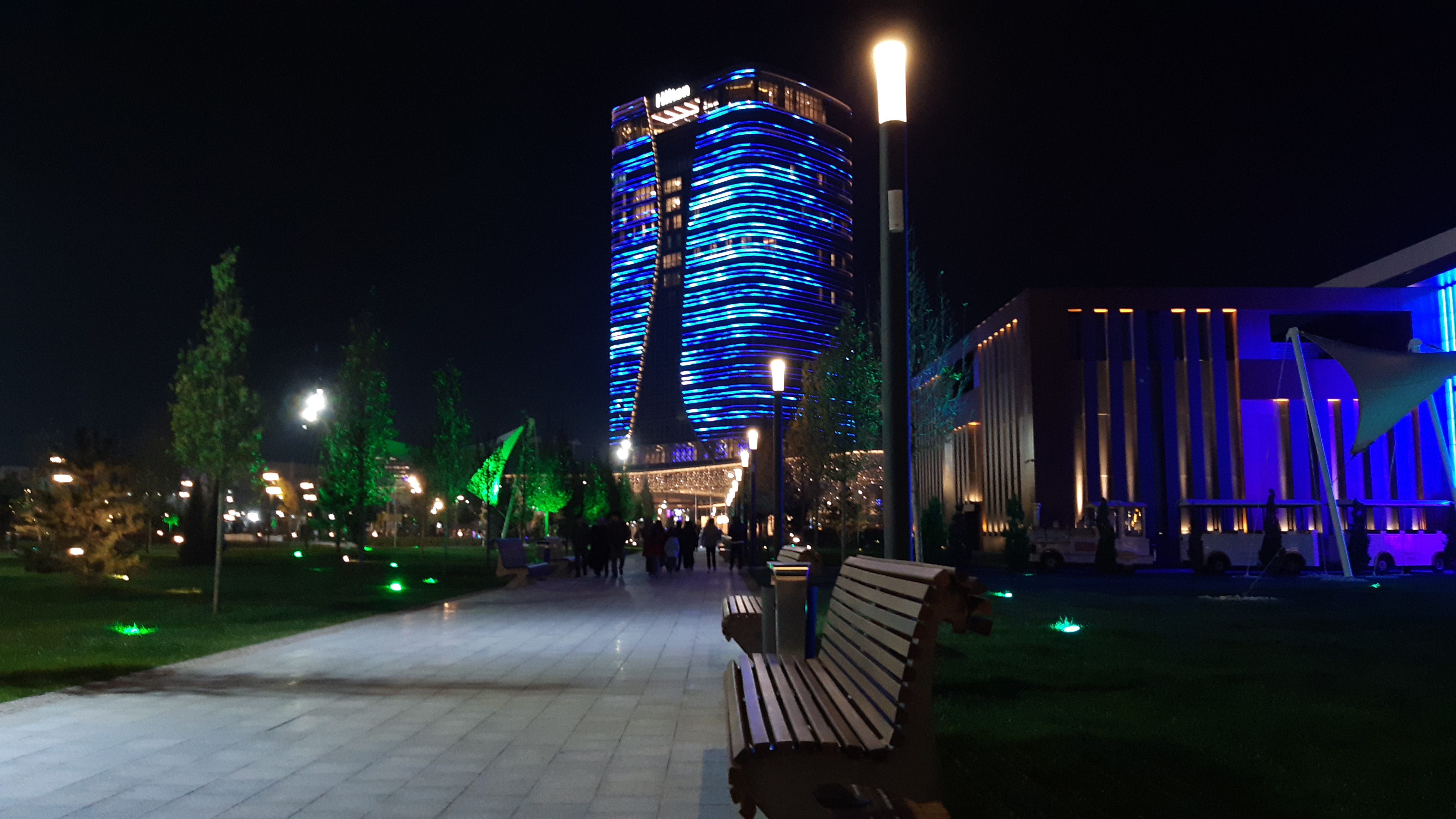
Tashkent City

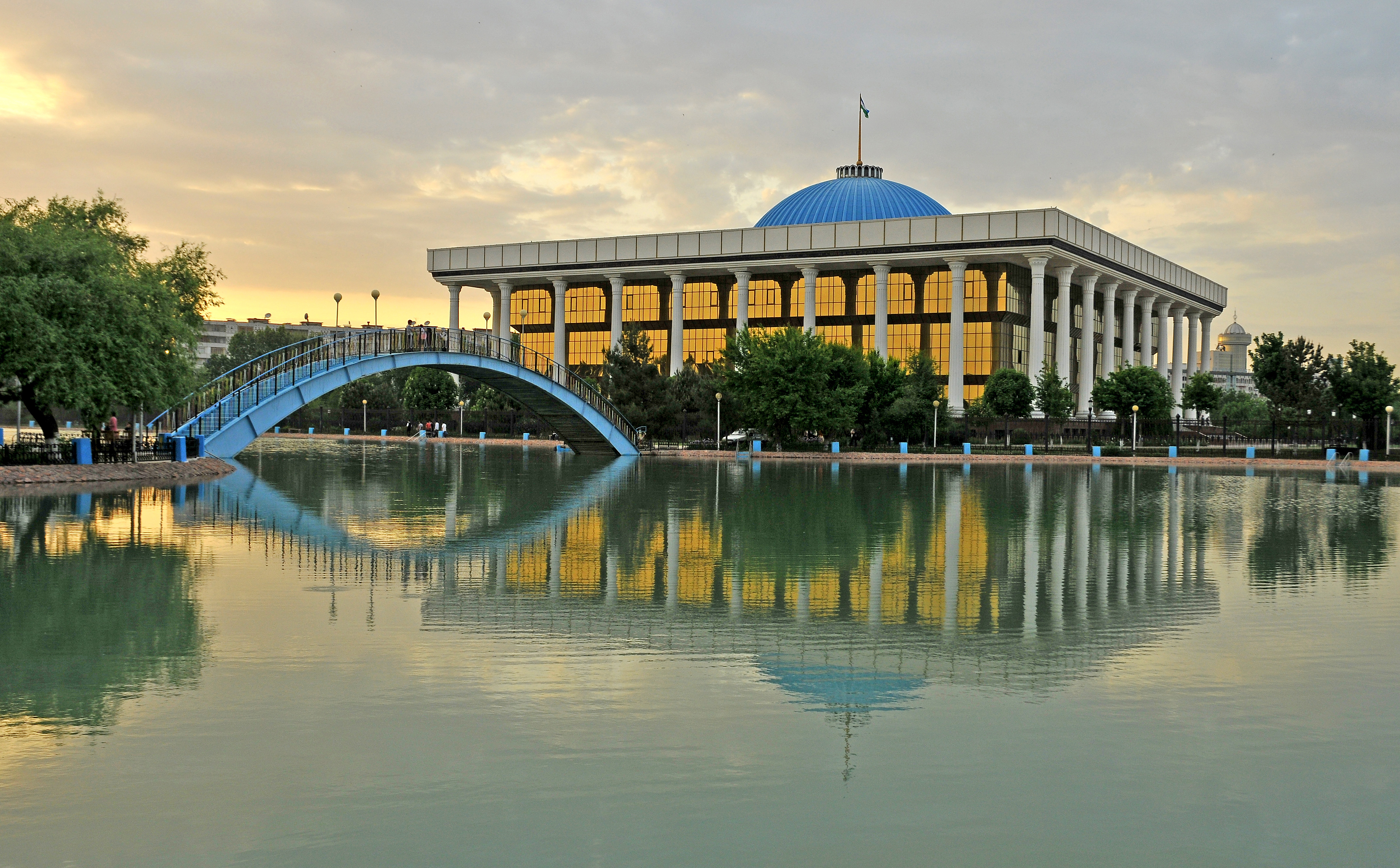
Oliy Majlis - budynek parlamentu, znajdujący się w Parku im. Ali Szer Nizamaddina Nawoi

Taszkent (uzb. Toshkent; uzb. cyr. Тошкент; ros. Ташкент, Taszkient) – stolica i największe miasto Uzbekistanu. Położone jest nad rzeką Chirchiq na przedgórzu Tienszanu. Stanowi główny ośrodek przemysłowy i kulturalno-naukowy kraju oraz jedno z największych miast Azji Środkowej.

## Nazwa
W języku polskim w powszechnym użyciu funkcjonują dwie formy nazwy miasta: Taszkent oraz Taszkient. Według ustaleń Rady Języka Polskiego za poprawniejszą uznawana jest forma Taszkent, umieszczana we współczesnych słownikach na pierwszym miejscu jako nazwa hasłowa. Komisja Standaryzacji Nazw Geograficznych poza Granicami Rzeczypospolitej Polskiej podaje ją jako obowiązujący polski egzonim.

## Historia
- Pierwsze wzmianki o Taszkencie pojawiły się w II–I wieku p.n.e.
- W IV–V wieku miasto słynęło już jako ważny ośrodek handlowy pod nazwą Czacz (Szasz)[6].
- W VIII w. zostało opanowane przez Arabów i zislamizowane.
- W IX–X w. znalazło się pod panowaniem Samanidów, natomiast w X–XIII w. Karachanidów.
- W XIV wieku Taszkent opanowali Timurydzi.
- W drugiej połowie XVI wieku został włączony do Chanatu Bucharskiego.
- W 1865 został zdobyty przez wojsko carskie i stał się częścią Imperium Rosyjskiego, zniesiono niewolnictwo.
- 1 listopada 1917 powstanie zbrojne koalicji bolszewików oraz socjalistów-rewolucjonistów ustanowiło władzę radziecką.
- W 1918–1924 miasto stolicą Turkiestańskiej Autonomicznej Socjalistycznej Republiki Radzieckiej w składzie Rosji Radzieckiej.
- W 1929 miasto uzyskało połączenie kolejowe do Duszanbe.
- W 1930 do Taszkentu z Samarkandy przeniesiono stolicę Uzbeckiej Socjalistycznej Republiki Radzieckiej (wyodrębnionej w 1924 z Rosji Radzieckiej i będącej w składzie Związku Socjalistycznych Republik Radzieckich).
- 26 kwietnia 1966 miasto zostało poważnie zniszczone w wyniku trzęsienia ziemi, po którym gruntownie je przebudowano.
- Wraz z ogłoszeniem niepodległości przez Uzbekistan, od 1 września 1991 stolica państwa.
- W 2007 miasto zostało ogłoszone „Kulturalną Stolicą Świata Islamskiego” przez Organizację Współpracy Islamskiej, której Uzbekistan jest członkiem od 1995 roku[7].

## Ludność
- W 1897 populacja miasta wynosiła 155,7 tys. osób, w tym ludność europejska 21,8 tys., reszta w większości Uzbecy. Polacy stanowili trzecią po Rosjanach (15,0 tys.) oraz Ukraińcach (2,6 tys.) gminę europejską (2,2 tys. w tym tylko 132 kobiety)[8].
- W 1926 populacja wynosiła 322 tys. w tym 105 tys. Rosjanie oraz 170 tys. Uzbecy. Polaków było 1625 (w tym 824 kobiety)[9].
- W 1939 populacja miasta 585 tys. w tym 249 tys. to Rosjanie, 221 tys. – Uzbecy. Polaków 1682 (w tym 902 kobiety)[10].

## Ważniejsze zabytki
- Mauzoleum szejka Hawendi Tachura z XV w.
- Mauzoleum Junusa Chodży z XV w., pradziada założyciela dynastii Wielkich Mogołów – Babura.
- Mauzoleum Kaffal Szaszi z XVI w. – uczonego islamskiego z okresu Szejbanidów.
- Meczet piątkowy (Juma) z XV w.
- Medresa Kukeltasz (Kukeldesz) z XVI w.
- Medresa Barak Chana z XVI w. – jej mufti to jeden z najważniejszych autorytetów islamu dla całego Uzbekistanu, Tadżykistanu i Turkmenistanu.
- Pałac Księcia Romanowa (obecnie siedziba Ministerstwa Spraw Zagranicznych).
- Opera i Teatr Baletowy im. Aliszera Nawoi.
- Muzeum Historii – największe muzeum w mieście; mieści się w budynku, w którym kiedyś znajdowało się Muzeum Lenina.
- Muzeum Emira Timura (obok muzeum znajduje się pomnik Timura na koniu, mieszczące się nieopodal ogrody należą do najpiękniejszych w Taszkencie).
- Muzeum Literatury im. Aliszera Nawoi – liczne repliki manuskryptów, przykłady kaligrafii perskiej, XV w. malarstwo miniaturowe.
- Muzeum Sztuk Pięknych Uzbekistanu – posiada bardzo dużą kolekcję eksponatów z czasów antycznych, wieków średnich, jak również bogate zbiory z XIX i XX w. (wiele eksponatów uzbeckiej sztuki użytkowej); do najciekawszych zbiorów należy wielka kolekcja obrazów „wypożyczona” z Ermitażu przez Wielkiego Księcia Romanowa celem dekoracji jego pałacu (siedziba na wygnaniu w Taszkencie) i nigdy niezwrócona.
- Mały park (nieopodal Muzeum Sztuk Pięknych Uzbekistanu) z zadbanymi grobami bolszewików poległych podczas rewolucji październikowej oraz tzw. zdrady Osipowa w 1919 roku.
- Bazar Chorsu.
- Plac Amira Timura.

## Ważniejsze budowle
- Wieża telewizyjna w Taszkencie (najwyższa budowla w Azji Środkowej).
- Metro w Taszkencie (największa tego typu sieć w Azji Środkowej).
- Międzynarodowy Port Lotniczy Taszkent im. Isloma Karimova.
- Plac Niepodległości w Taszkencie (na którym znajdował się niegdyś najwyższy pomnik Włodzimierza Lenina mierzący 30 metrów wysokości; pomnik został w 1992 zastąpiony wielkim globusem pokazującym mapę Uzbekistanu).
- Centrum biznesowe i rekreacyjne Tashkent City

## Nauka i szkolnictwo wyższe
- Narodowy Uniwersytet Uzbekistanu im. Mirzy Uług Bega (założony w 1918 jako Narodowy Uniwersytet Turkiestański).
- Konserwatorium Taszkenckie.
- Taszkiencki Instytut Sztuki Teatralnej[11] .
- Uzbecki Państwowy Uniwersytet Języków Świata.
- Taszkencka Wyższa Ogólnowojskowa Szkoła Dowódcza
- Biblioteka Narodowa Uzbekistanu

## Kultura i sztuka

### Teatry
- Taszkencki Teatr Opery i Baletu im. Aliszera Nawoi.
- Teatr „Ilkhom”.

### Muzea
- Państwowe Muzeum Historii Uzbekistanu

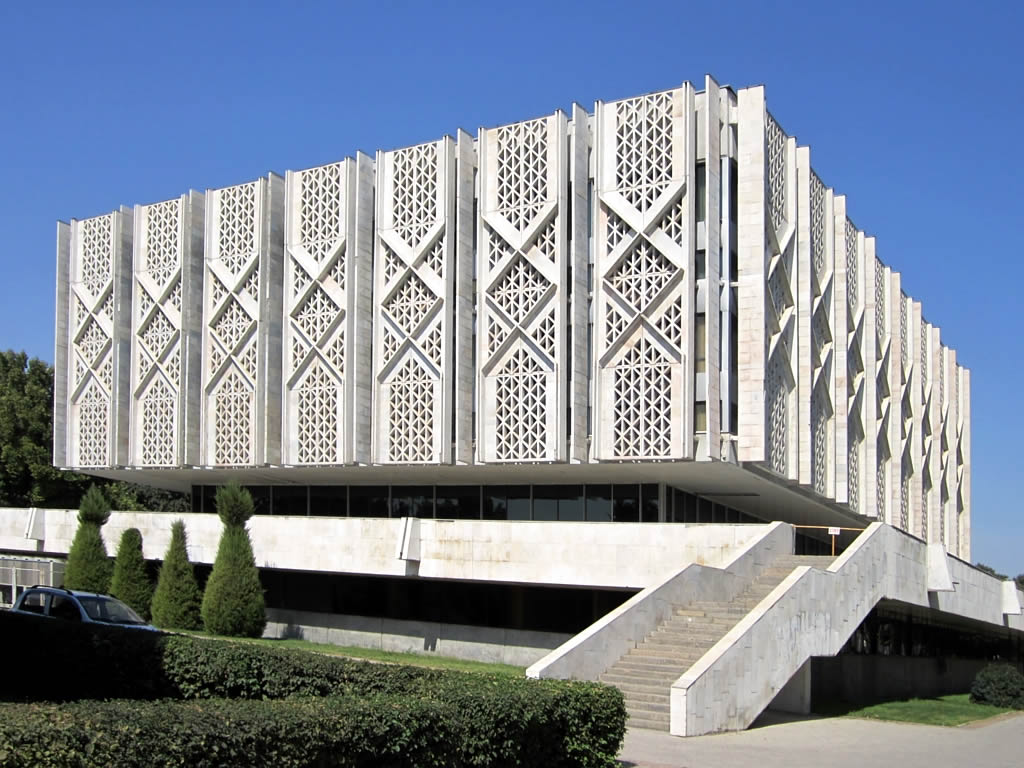
Państwowe Muzeum Historii Uzbekistanu

- Państwowe Muzeum Sztuki Uzbekistanu
- Państwowe Muzeum Literatury im. Aliszera Nawoi
- Państwowe Muzeum Historii Dynastii Timuridów
- Muzeum Sztuk Użytkowych
- Muzeum Przyrodnicze
- Taszkenckie Muzeum Kolei
- Centrum sztuki "Tashkent Plaza"[12]. Państwowe Muzeum Historii Uzbekistanu

## Transport
W mieście znajdują się dwie stacje kolejowe i metro. Taszkent posiada międzynarodowy port lotniczy. Linia tramwajowa funkcjonująca w mieście od 1912 roku została zlikwidowana w 2016 roku.

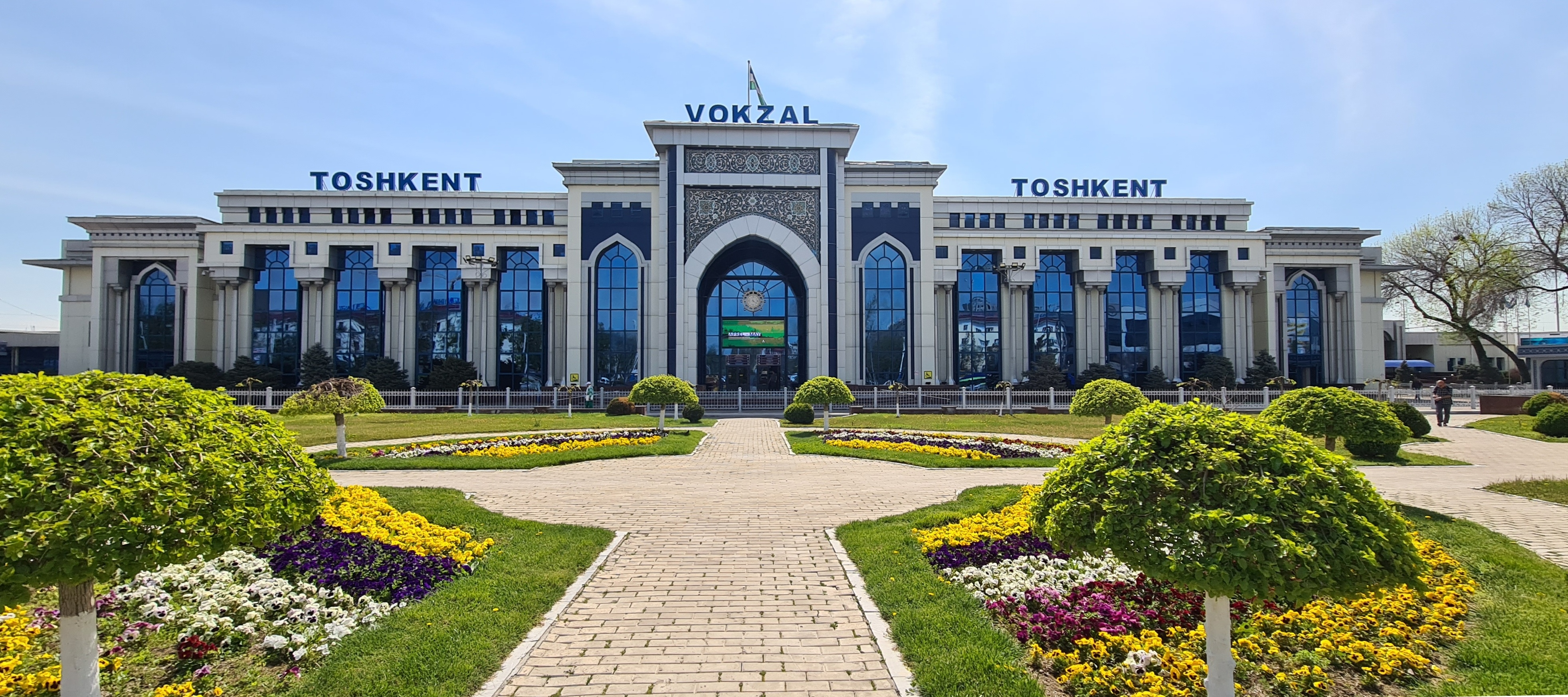
Dworzec Główny
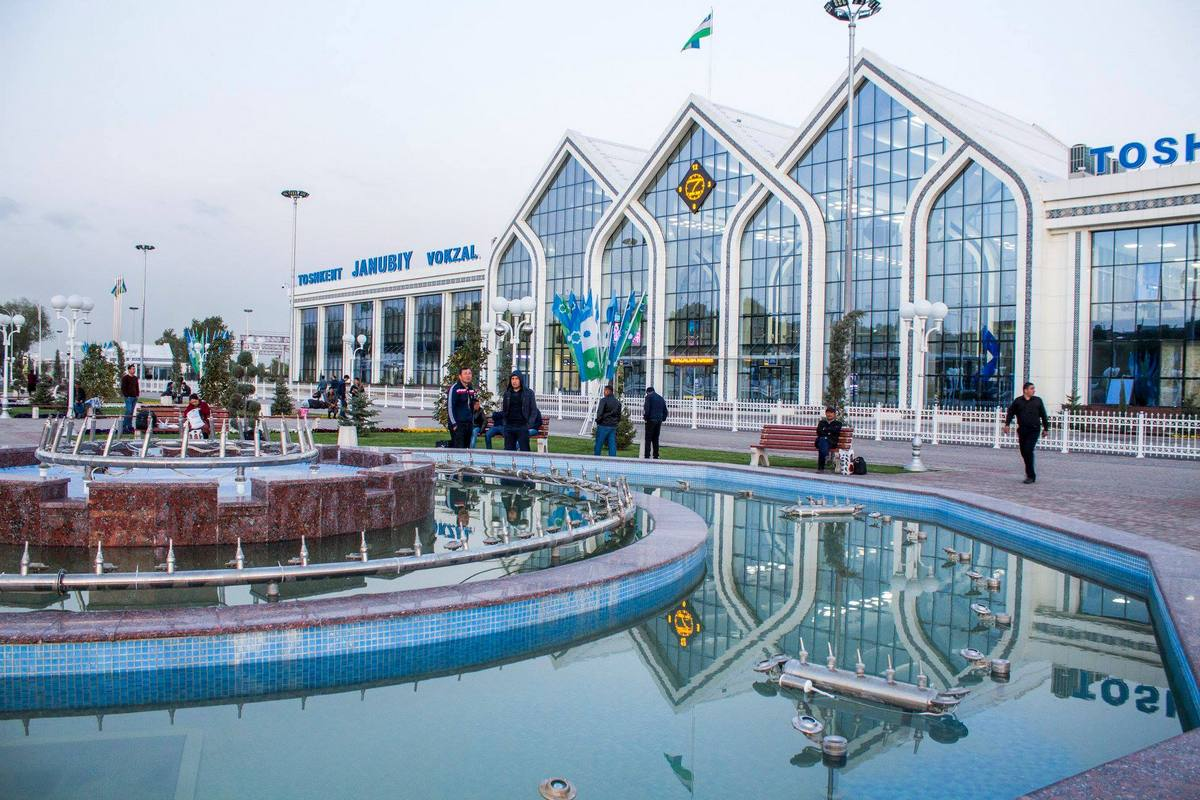
Dworzec Południowy
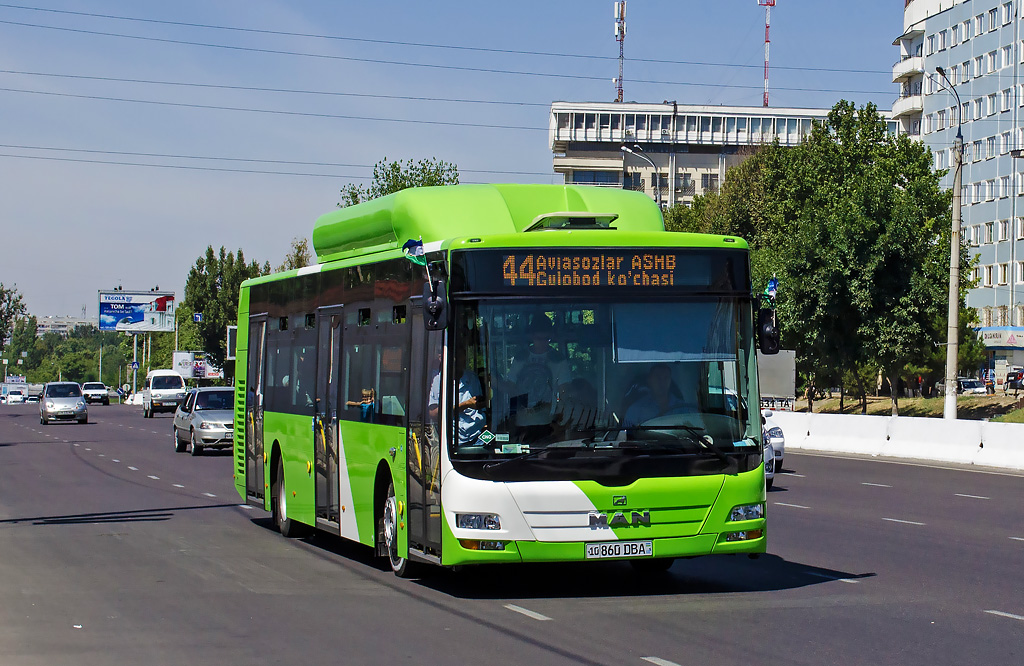
Autobus miejski firmy MAN
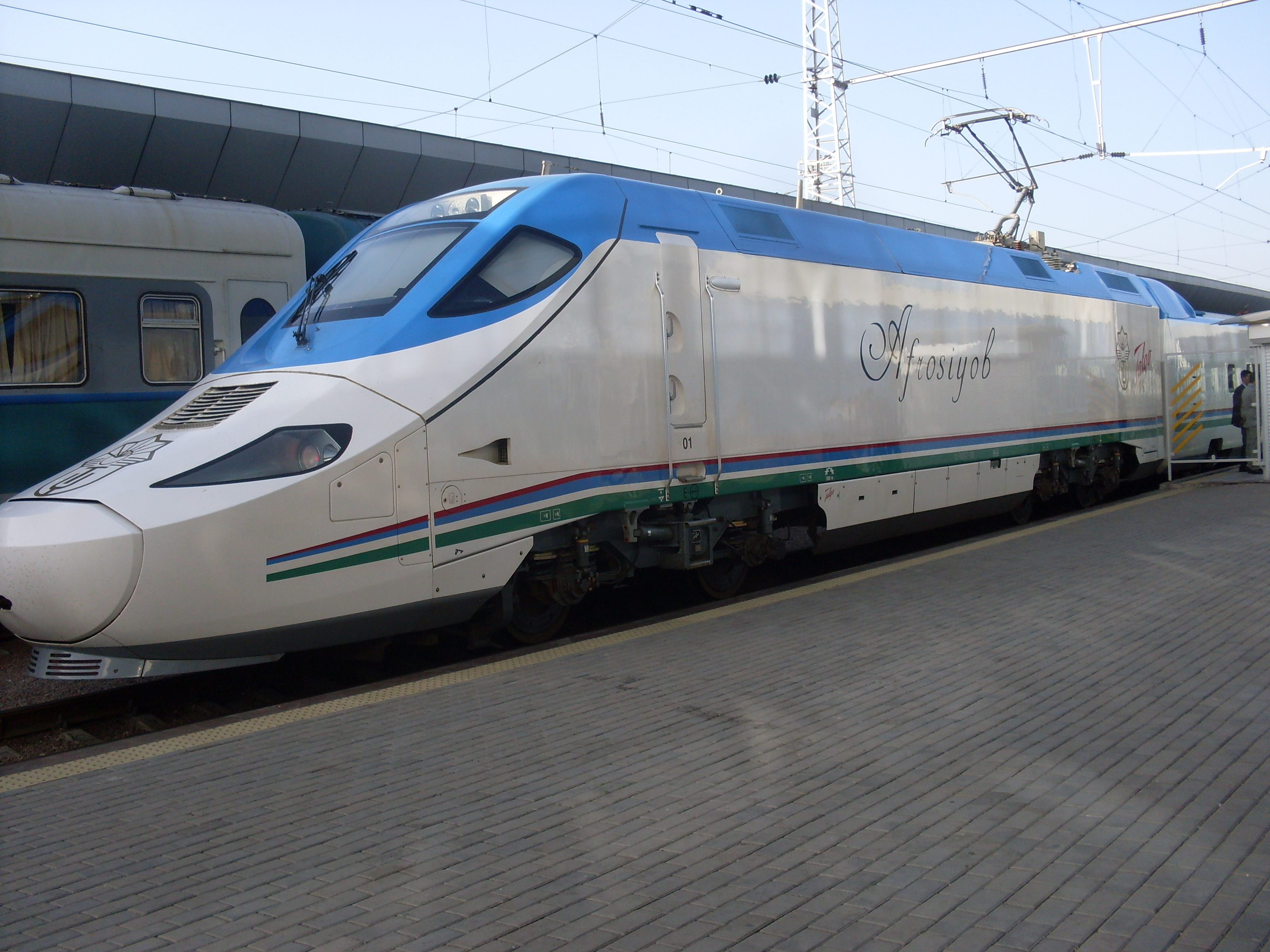
Szybki pociąg Afrosiyob
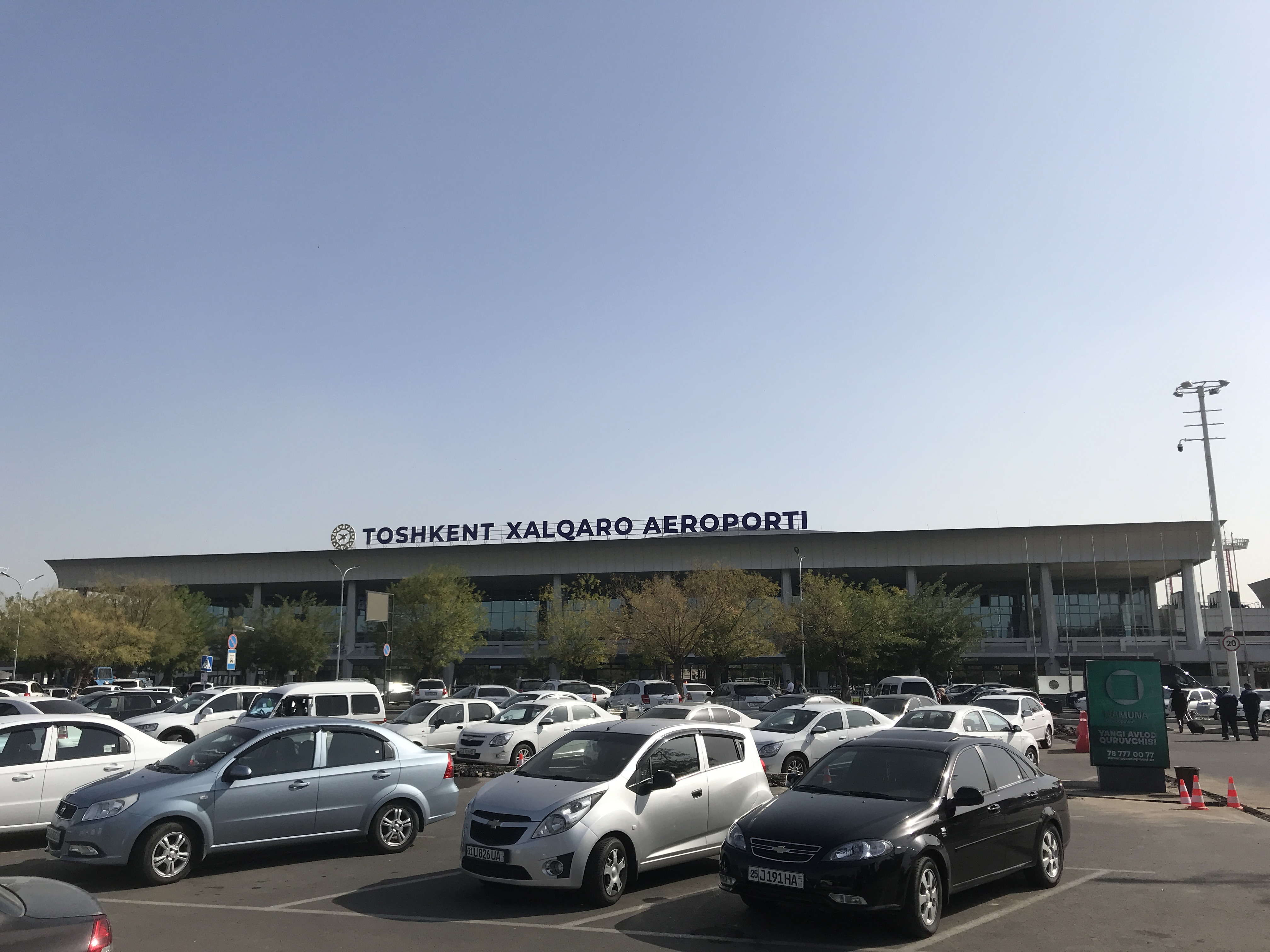
Lotnisko im. Islama Karimowa
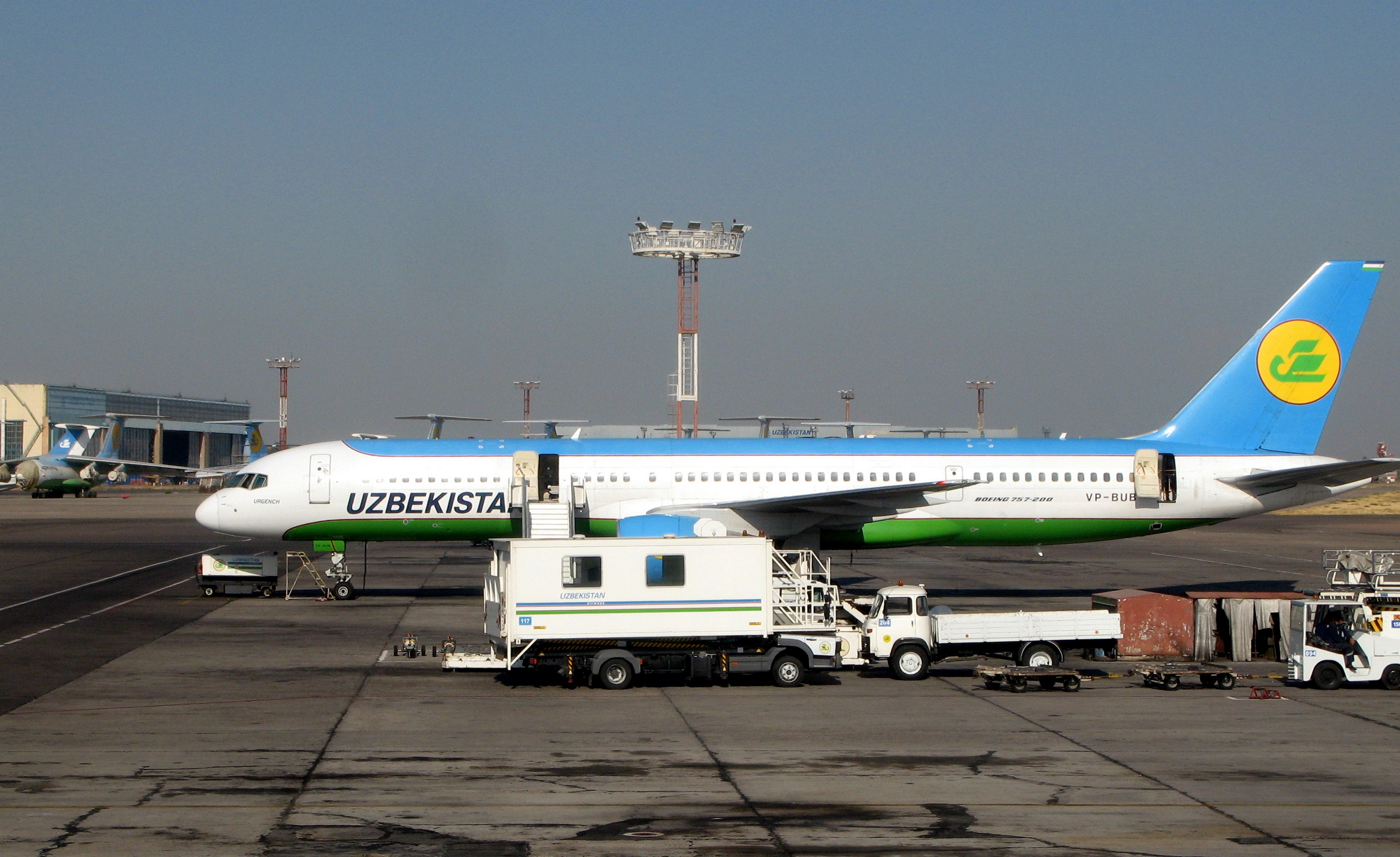
Uzbekistan Airways – uzbeckie narodowe linie lotnicze, Boeing 757-200

### Metro
W 1977 roku w Taszkencie zostało otwarte metro. Metro jest bogato udekorowane mozaikami oraz socrealistycznymi polichromiami. Większość stacji wyłożonych jest marmurem. Obecnie posiada 4 linie.

## Sport
Od 1999 roku rozgrywany jest kobiecy turniej tenisowy, Tashkent Open, zaliczany do rozgrywek cyklu WTA Tour.
W mieście działa też kilka klubów piłkarskich:
- Bunyodkor Taszkent
- Lokomotiv Taszkent
- Paxtakor Taszkent
- SKA-Sibal Taszkent
- Soʻgʻdiyona Dżyzak
- Spartak Taszkent

## Współpraca
Miejscowości partnerskie:
- Berlin, Niemcy
- Kortrijk, Belgia
- Seattle, Stany Zjednoczone
- Stambuł, Turcja